# Benediktinerabtei Paris

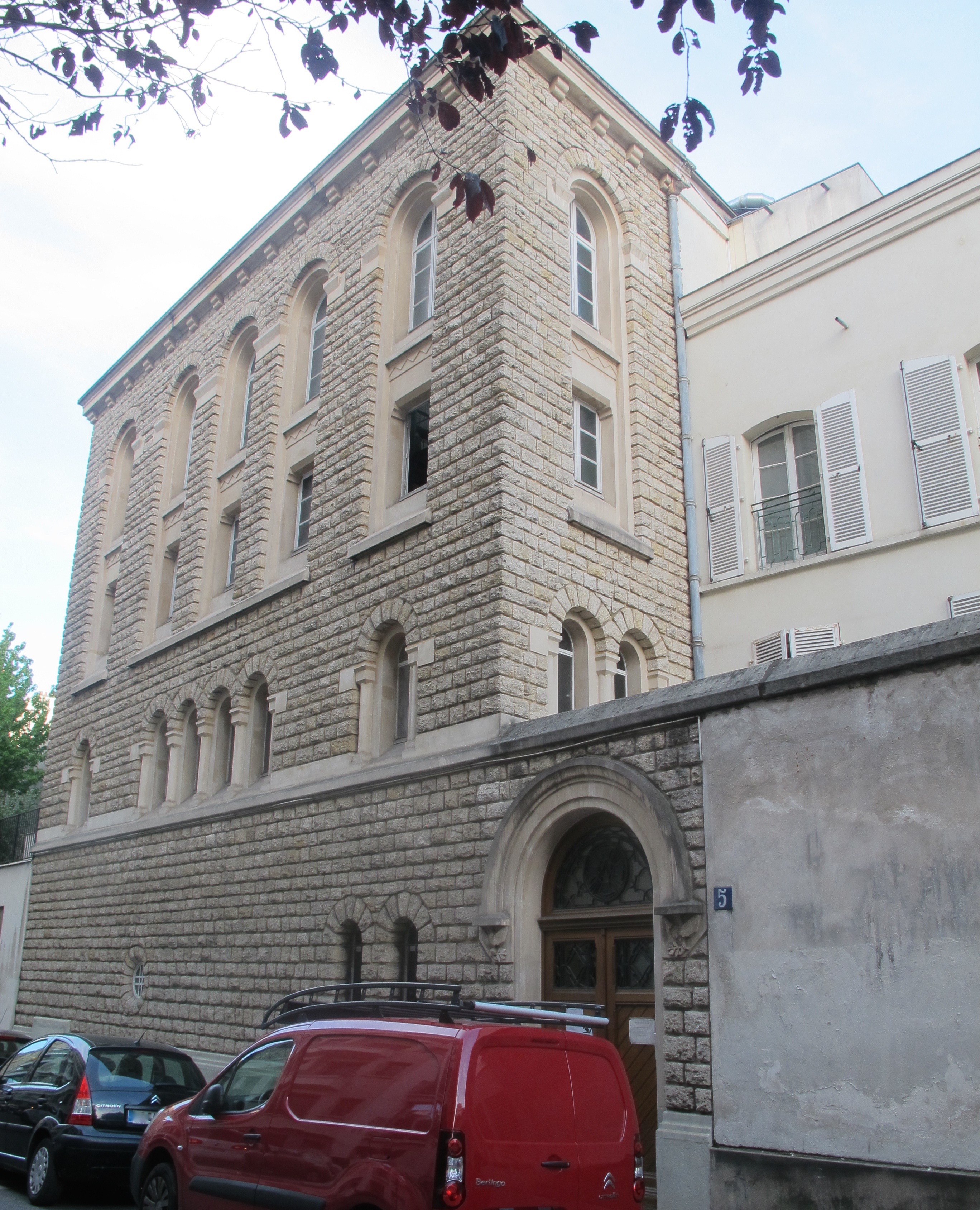
Außenansicht

Die Benediktinerabtei Paris ist seit 1893 ein Kloster der Benediktiner in der Rue de la Source im 16. Arrondissement in Paris. Sie gehört zur Kongregation von Solesmes.

## Geschichte
Die Abtei Saint-Martin de Ligugé gründete 1893 in Paris das privat gestiftete Kloster Sainte-Marie de Paris (heute 5, Rue de la Source). 1898 wurde eine Kapelle angebaut. 1900 wurde das Kloster zum Priorat erhoben. Angesichts der Ordensfeindlichkeit der Dritten Republik wich der Konvent in die Saint Michael’s Abbey in Farnborough in England aus, konnte aber nach dem Weltkrieg zurückkehren. Das Kloster wurde 1925 zur Abtei erhoben. Bibliothekar Jacques Dubois (1919–1991, eingekleidet 1942) tat sich wissenschaftlich hervor. Heute leben dort noch sieben Mönche.